# Loena Hendrickx
Loena Hendrickx (Turnhout, 5 november 1999) is een Belgisch kunstschaatsster. In 2024 werd ze Europees kampioene.

## Levensloop
Loena Hendrickx begon in 2004 samen met haar oudere broer Jorik met kunstschaatsen. Ze debuteerde op het hoogste niveau met een zevende plek op het het EK van 2017. Later dat jaar nam ze ook deel aan haar eerste wereldkampioenschap.
Ze nam met haar broer Jorik deel aan de Olympische Winterspelen 2018. Ze werd zestiende. Jorik stopte na de Spelen met competitie en werd vanaf 2019 een van Loena's coaches.
Op het WK van 2021 werd Hendrickx met een persoonlijk record in de vrije kür en de totaalscore vijfde. Ze plaatste zich daardoor ook voor de Olympische Winterspelen van 2022 in Peking. Op die Olympische Spelen eindigde Hendrickx met een totaalscore van 206,79 punten op de achtste plaats en kreeg ze een olympisch diploma.
Op het WK van 2022 won Hendrickx de zilveren medaille. Het was de eerste individuele medaille voor België ooit op het wereldkampioenschap, en de eerste medaille over alle disciplines heen sedert het goud van Micheline Lannoy en Pierre Baugniet bij de paren in 1948. Een jaar later won ze zilver op het Europees kampioenschap, hetgeen eveneens de eerste individuele medaille bij de vrouwen ooit was voor België. Aan het einde van het seizoen won ze een tweede opeenvolgende medaille op een wereldkampioenschap. In het Japanse Saitama eindigde ze als derde.

## Persoonlijke records
|                     | Punten | Datum           | Toernooi               |
| ------------------- | ------ | --------------- | ---------------------- |
| Hoogste totaalscore | 219,05 | 7 november 2021 | Grote Prijs van Italië |
| Hoogste korte kür   | 076,25 | 13 januari 2022 | EK                     |
| Hoogste lange kür   | 145,53 | 7 november 2021 | Grote Prijs van Italië |

## Belangrijke resultaten
| Kampioenschap           | 16/17 | 17/18 | 18/19 | 19/20 | 20/21 | 21/22  | 22/23  | 23/24 |
| ----------------------- | ----- | ----- | ----- | ----- | ----- | ------ | ------ | ----- |
| Olympische Winterspelen |       | 16e   |       |       |       | 8e     |        |       |
| Wereldkampioenschap     | 15e   | 9e    | 12e   |       | 5e    | Zilver | Brons  |       |
| Europees kampioenschap  | 7e    | 5e    | /     | /     |       | 4e     | Zilver | Goud  |
| Belgisch kampioenschap  | Goud  | Goud  | Goud  | /     |       | Goud   | Goud   | /     |

## Trivia
Sinds 2022 is Loena Hendrickx te zien in de intro van het spelprogramma Blokken op VRT 1.